# Хамидуллин, Аксан Абдурахманович
Акса́н Абдрахма́нович Хамиду́ллин (17 декабря 1928, д. Смакаево, БАССР — 27 декабря 2000, г. Ишимбай) — советский нефтяник, общественный деятель. Мастер подземного ремонта скважин НГДУ «Ишимбайнефть» объединения «Башнефть», Герой Социалистического Труда (1971). Депутат Верховного Совета Башкирской АССР восьмого созыва (1971—1975).

## Биография
Трудовую деятельность начал в 1942 г. коновозчиком промартели «Тайрук» Ишимбайского района. В 1948—1951 гг. служил в рядах Советской Армии. После демобилизации профессиональная деятельность в 1952—1985 годах: буровой рабочий, помощник бурильщика, верховой, бурильщик, мастер нефтегазодобывающего управления «Ишимбайнефть» производственного объединения «Башнефть».
Принимал активное участие в разработке и внедрении технологии забуривания вторых стволов на Казанковском, Введенском месторождениях.
За годы восьмой пятилетки бригада Хамидуллина отремонтировала 50 тяжелых скважин, каждая из которых стала давать по 40—50 тонн нефти в сутки. Досрочно выполнил личные социалистические обязательства и плановые производственные задания Восьмой пятилетки (1966—1970). 30 марта 1971 года Указом Президиума Верховного Совета СССР удостоен звания Героя Социалистического Труда «за выдающиеся заслуги в выполнении заданий пятилетнего плана по добыче нефти и достижение высоких технико-экономических показателей в работе» с вручением ордена Ленина и золотой медали Серп и Молот.
Депутат Верховного Совета БАССР восьмого созыва (промысловый избирательный округ № 66, г. Ишимбай).
В 1987 вышел на пенсию. Скончался 27 декабря 2000 года.

## Семья
Всю жизнь прожил с семьей в Смакаево. Жена — Фарида, у них пятеро сыновей.

## Награды и звания
- Награждён орденами Ленина (1971), «Знак Почёта» (1966), медалями.
- Почётный гражданин города Ишимбая (1998).

## Память
Именем А. А. Хамидуллина названа улица в микрорайоне Кузьминовке города Ишимбая.